# Toni Ebner (Journalist, 1918)

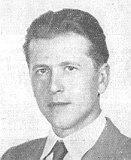
Toni Ebner

Toni Ebner (* 22. Dezember 1918 in Aldein; † 13. Dezember 1981 in Bozen; eigentlich Anton Ebner, zuvor Antonio Ebner) war ein italienischer Politiker der Südtiroler Volkspartei, Journalist und Verleger.

## Leben
Toni Ebner wurde am 22. Dezember 1918 in Aldein geboren und besuchte das Gymnasium Johanneum in Tirol. Anschließend absolvierte er ein Studium der Rechtswissenschaft an der Universität Bologna, das er 1943 abschloss. 1944 heiratete er Martha Flies, die Nichte des Kanonikus Michael Gamper.
Nach Kriegsende gehörte Ebner zu den Mitgründern der Südtiroler Volkspartei (SVP). 1948 wurde er als jüngster Abgeordneter in die italienische Abgeordnetenkammer gewählt, der er für drei Legislaturperioden bis 1963 angehörte; in den Jahren 1954–1969 wurde er dabei als italienischer Vertreter in die Parlamentarische Versammlung des Europarates entsandt. Zwei Mal, vom 4. Jänner 1951 bis zum 16. Februar 1952 und vom 3. März 1956 bis zum 25. Mai 1957, war er Partei-Obmann der SVP. In dieser Funktion schaltete er sich maßgeblich in den hart geführten Brixener Gemeinderatswahlkampf von 1956 ein und unterstützte erfolgreich den Bürgermeisterkandidaten Valerius Dejaco. Ebner zählte 1961 zu den führenden Exponenten des parteiinternen Aufbau-Flügels, der die seit dem Führungswechsel 1957 unter Silvius Magnago verfolgte härtere Linie gegenüber den regierenden Christdemokraten in Rom und Trient ablehnte. Von 1961 bis 1964 war er Mitglied des Gemeinderats der Stadt Bozen.
Nach dem Tod Michael Gampers 1956 übertrug der Vorstand des Verlagshauses Athesia, dem Wunsch des Verstorbenen folgend, Ebner die Leitung des Unternehmens und den Posten des Chefredakteurs der Tageszeitung Dolomiten. 1970 wurde ihm das Große Verdienstkreuz der Bundesrepublik Deutschland verliehen, 1980 erhielt er das Ehrenzeichen des Landes Tirol und den Bayerischen Verdienstorden. Am 2. Oktober 1981 wurde er zum Mitglied des italienischen Staatsrates ernannt. Am 13. Dezember 1981 starb Ebner im Krankenhaus Bozen an einem Herzinfarkt.
Sein Sohn Michl Ebner ist ehemaliger Europaparlamentarier, Präsident des Verwaltungsrates und Geschäftsführer der Athesia, sein gleichnamiger Sohn Toni Ebner war von 1995 bis 2025 Chefredakteur der Dolomiten.

## Publikationen
- Der Südtiroler und seine Partei. Vom Sinn der Wahrheit im Volkstumkampf. In: Dolomiten, Sonderausgabe vom 6. Dezember 1952 zum 25-jährigen Bestandsjubiläum, S. 23–24.